# Raquel Rodríguez (modelo)
Raquel Rodríguez Hidalgo (Córdoba, 18 de marzo de 1974) es una modelo española ganadora del certamen Miss España 1994.

## Biografía
Raquel Rodríguez Hidalgo, modelo, nace en Córdoba en el año 1974.
Hija del futbolista del Córdoba C.F. Ángel Rodríguez Torres, es elegida Miss Córdoba en el año 1993 que la lleva al concurso nacional de Miss España que gana en el año 1994.
Rostro habitual en los programas de los 90, participó en el Un, dos, tres... responda otra vez o ¡Hola Raffaella!, entre otros. Tuvo una pequeña intervención como actriz en el especial navideño La noche de Lina Morgan en 1995.
En el año 1997 se casa con el empresario Gorka Arrinda del quien se separa 11 años más tarde con tres niños en común: Markel (2001), Iker (2002) y Anne (2006).

## Sucesión de Miss España
| Predecesor: Eugenia Santana | Miss España 1994 | Sucesor: María Reyes |

- Datos: Q3930302